# Per Forsgren
Per Mikael Forsgren, född 17 oktober 1962 i Gävle, död 6 maj 2012, var en svensk filmare, musikproducent, musiker och låtskrivare.
I Gävle spelade han från 1979 i punkbandet Human Error, senare Utrikes affärer, och därefter i Manifesto. Han studerade senare filmvetenskap i Stockholm och ägnade sig därefter åt kort- och dokumentärfilm, bland annat tillsammans med Kristian Petri. Han var även låtskrivare och drev musikprojektet Mother, vilket resulterade i musikalbumet LP (2008).

## Filmografi
- 1993 – Vildhundens hjärta (manus och regi)
- 1994 – Hamn (manus, regi, producent, klippning och ljud)
- 2002 – Tokyo Noise (producent och ljud)
- 2005 – Brunnen (producent och ljud)
- 2006 – The Price of the Pole (coproducent)
- 2008 – Berny Blue (producent)
- 2010 – The Face of the Enemy (producent)
- 2010 – Örnjägarens son (medproducent)
- 2010 – Kineserna kommer (producent)
- 2011 – Vägen till Diyarbekir (producent)
- 2011 – Jag är som jag är – Monica Törnell (regi, manus, ej visad)
- 2012 – Wallenbergs skugga (regi, producent)